# كين إيرلي
كين إيرلي (بالإنجليزية: Ken Early)‏ هو صحفي بريطاني، ولد في 4 فبراير 1979.